# Four Mile (fleuve)
Le fleuve Four Mile  (en anglais : Four Mile River), aussi appelée Tiropahi River, est un cours d’eau du District de Buller dans l’Île du Sud de la Nouvelle-Zélande.

## Géographie
Il prend naissance dans la chaîne de Paparoa (en) et s’écoule vers le nord-ouest, longeant la frontière nord du Parc national de Paparoa pour se déverser dans la Mer de Tasman au niveau du promontoire de ‘Needle Point’ .